# Formula lui Moivre
Formula lui Moivre este o egalitate ce face legătura între numere complexe și trigonometrie.
Poartă numele matematicianului Abraham de Moivre, care în 1707 a obținut egalitatea:
{\displaystyle \cos x={\frac {1}{2}}(\cos(nx)+i\sin(nx))^{1/n}+{\frac {1}{2}}(\cos(nx)-i\sin(nx))^{1/n},}
pe care a reușit să o demonstreze pentru orice {\displaystyle n\in \mathbb {N} .}
Pornind de la aceasta, de Moivre sugerează că are loc și relația:
{\displaystyle (\cos x+i\sin x)^{n}=r^{n}(\cos nx+i\sin nx),r={\sqrt {a^{2}+b^{2}}},a=cosx,b=sinx}     (formula lui Moivre)
Leonhard Euler a demonstrat-o utilizând formula lui Cotes.
Cea mai simplă demonstrație a formulei face apel la metoda inducției matematice.
Astfel în cazul inițial pentru {\displaystyle n=1} formula este verificată.
Acum se trece la demonstrarea pasului inductiv presupunând formula adevărată pentru {\displaystyle n=k} adică:
{\displaystyle (\cos x+i\sin x)^{k}=r^{k}(\cos kx+i\sin kx),a=cosx,b=sinx}
și se arată de aici valabilitatea formulei și pentru {\displaystyle n=k+1.}
Într-adevăr, {\displaystyle (\cos x+i\sin x)^{k+1}=(\cos x+i\sin x)^{k}\cdot (\cos x+i\sin x)=(\cos kx+i\sin kx)\cdot (\cos x+i\sin x)=}
{\displaystyle =(\cos kx\cdot \cos x-\sin kx\cdot \sin x)+i(\sin kx\cdot \cos x+\sin x\cdot \cos kx)=\cos(k+1)x+i\sin(k+1)x.}

## Cazul puterii cu exponent rațional
Formula lui Moivre este valabilă și pentru {\displaystyle n\in \mathbb {Z} .} întreg negativ.
Dacă în locul lui n este introdus inversul său ca exponent fracționar {\displaystyle {\frac {1}{n}}} și se ia {\displaystyle x=2k\pi ,} se obține:
{\displaystyle 1^{1/n}=\cos {\frac {2k\pi }{n}}+i\sin {\frac {2k\pi }{n}},}
care are n valori diferite când k parcurge mulțimea {\displaystyle \{0,1,2,\cdots ,n-1\}.}
Acestea sunt de fapt rădăcinile de ordinul n ale unității, situate pe cercul unitate.